# Ivan Kavaléridzé
Ivan Petrovytch Kavaléridzé (en ukrainien : Іва́н Петро́вич Кавалері́дзе), né le 1er avril 1887 (13 avril dans le calendrier grégorien) et mort le 3 décembre 1978, est un sculpteur, cinéaste, réalisateur, réalisateur, dramaturge et scénariste d'Ukraine soviétique.

## Carrière
Il est né à Ladansky (uk). De 1907 à 1909, il a étudié à l'école d'art de Kiev; de 1909 à 1910, il était étudiant en art à l'Académie impériale des Beaux-Arts ; de 1910 à 1911, il étudie avec Naoum Aronson, à Paris. De 1918 à 1920, il crée des monuments dédiés à Taras Chevtchenko et Grigori Skovoroda. 
De 1928 à 1933, il travaille comme artiste, écrivain et réalisateur au studio de cinéma d'Odessa, et de 1934 à 1941 au studio de cinéma de Kiev. De 1957 à 1962, il a été réalisateur au Studio Dovjenko.
Il est enterré au cimetière Baïkov,.

## Sculptures (sélection)

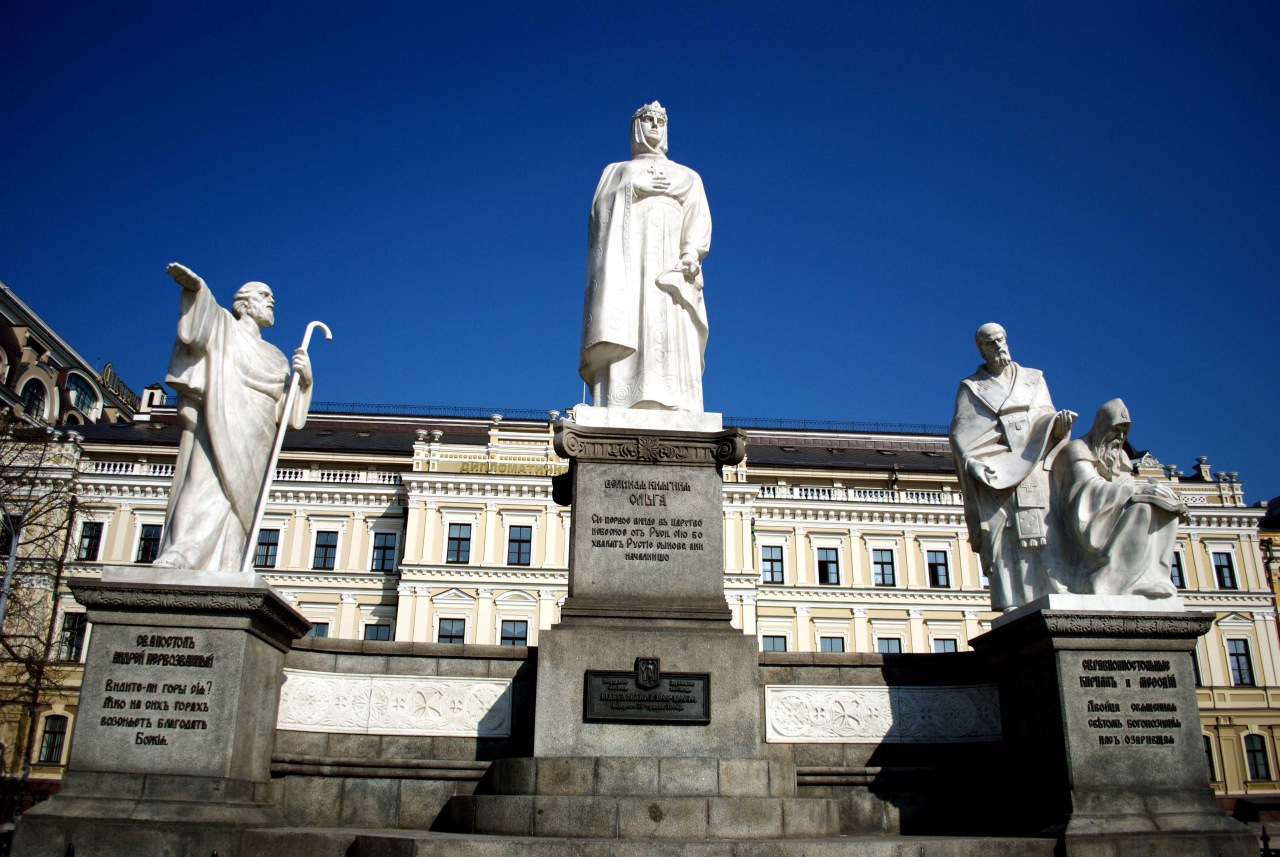
Monument à la princesse Olga sur la place Mykhaïlivska  à Kiev
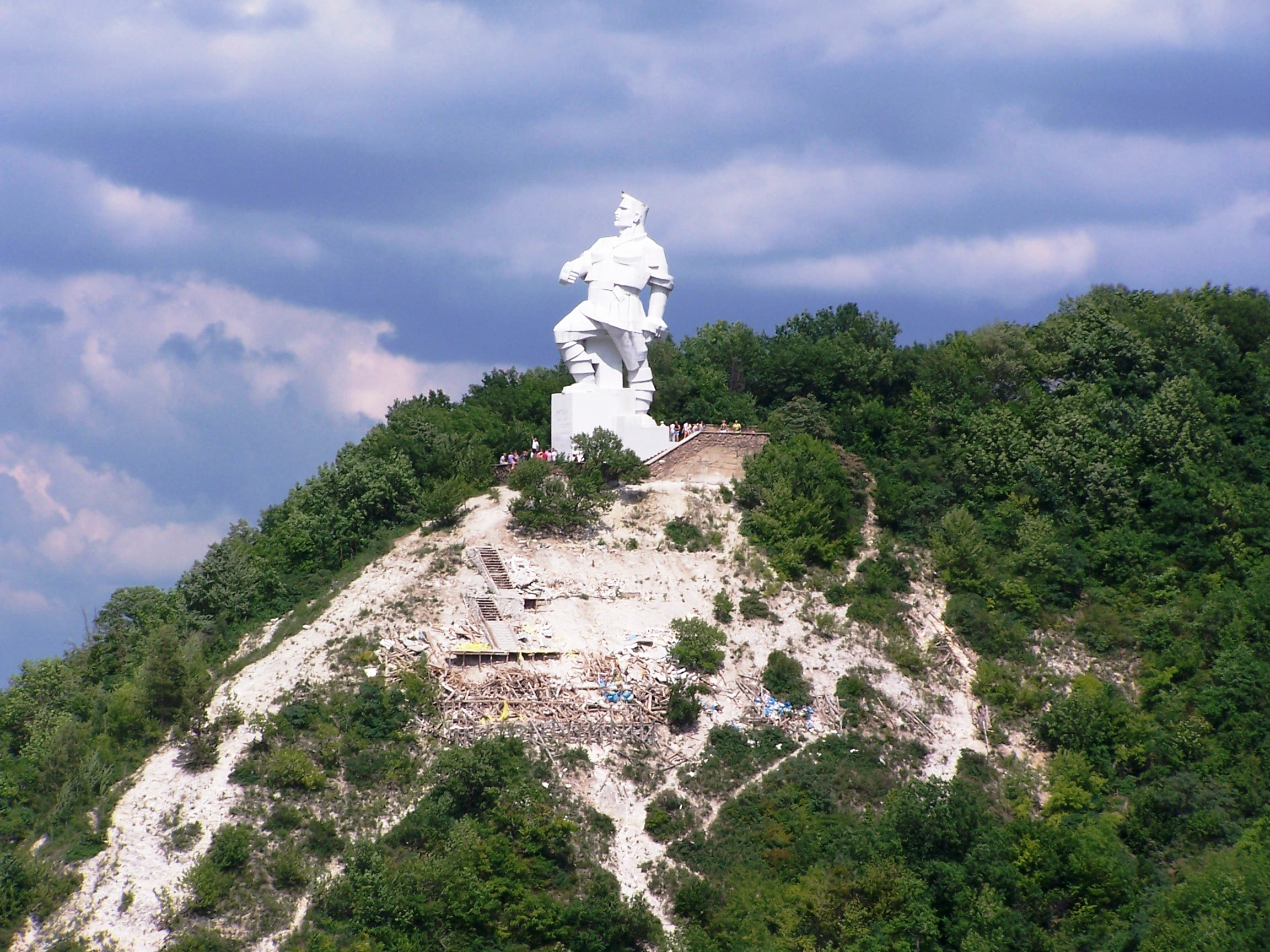
Monument au camarade Artiom à Sviatohirsk

## Filmographie
Réalisateur
- 1961 Prostituées (Пові́я : Polia ; Гулящая : Gouliachtchaïa)
- 1959 Grigori Skovoroda (Григорій Сковорода)
- 1939 Les Gardes, (Стожари, Stojary)
- 1937 Zaporogues au bord du Danube (Запорожець за Дунаєм, Zaporojets za Dounaïem)
- 1936 : Prométhée (Прометей), l'un des 100 meilleurs films de l'histoire du cinéma ukrainien.
- 1936 Natalka Poltavka (crédité I. Kavaleridze)
- 1934 Kolyivchtchyna [1767–1768]
- 1931 Nuits orageuses  (Штурмові ночі, Chtourmovié notchi)

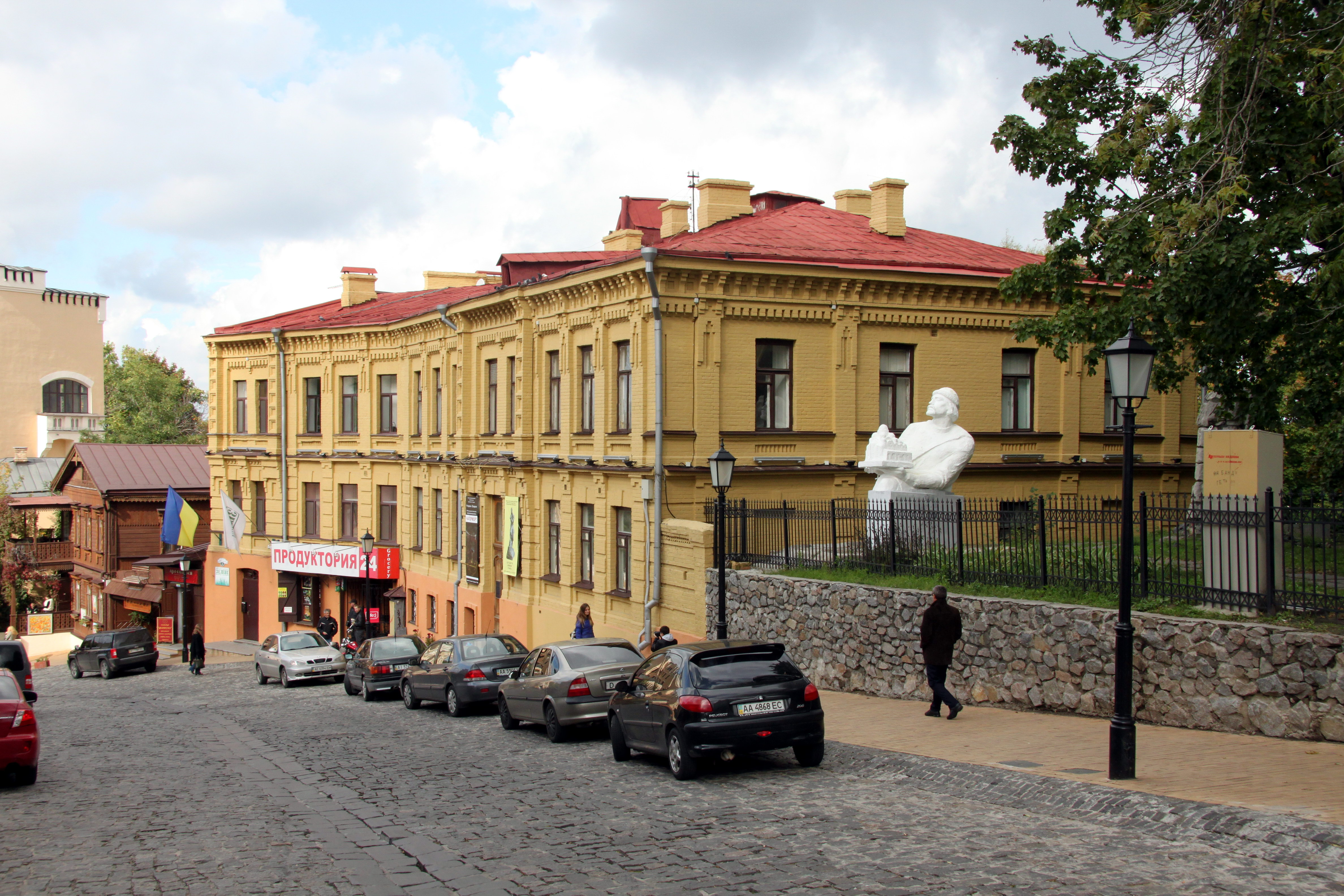
Musée Ivan Kavaléridzé sur la Descente Saint-André à Kiev.

- 1929 Perekop (Перекоп)

Scénariste
- 1959 Grigori Skovoroda
- 1937 Zaporojets za Dounaïem
- 1936 Prometeï
- 1934 Kolyivchtchyna [1767–1768]
- 1931 Chtourmovié notchi

Producteur
- 1936 Natalka Poltavka
- 1934 Kolyivchtchyna [1767–1768]

## Distinctions
- 1968 : Artiste du Peuple de la RSS d'Ukraine
- Ordre de l'Étoile rouge[5]
- 1991 : inauguration d'un musée à Kiev, sur la Descente Saint-André[6].
- Ordre de Lénine